# 무레역
무레역(일본어: 牟礼駅)은 일본 나가노현 가미미노치군 이즈나정에는 시나노 철도 기타시나노 선의 철도역이다.

## 승강장
상대식 승강장 2면 2선의 구조를 지닌 지상역이다.

### 타는 곳
승강장 번호는 없다.
| 역사쪽 | ■ 기타시나노 선 | (하행) | 묘코코겐 방면        |
| 상대쪽 | ■ 기타시나노 선 | (상행) | 도요노 · 나가노 방면 |

## 이용 현황
| 연도     | 이용 현황 | 연도     | 이용 현황 |
| 2000년도 | 1,090     | 2006년도 | 848       |
| 2001년도 | 1,036     | 2007년도 | 857       |
| 2002년도 | 1,017     | 2008년도 | 864       |
| 2003년도 | 987       | 2009년도 | 838       |
| 2004년도 | 969       | 2010년도 | 815       |
| 2005년도 | 904       |          |           |
| -------- | --------- | -------- | --------- |

## 역 주변
- 이즈나 정청
- 국도 제18호선

## 역사
- 1888년 5월 1일: 영업 개시.
- 1987년 4월 1일: 민영화에 따라 동일본 여객철도의 소속이 된다.
- 2015년 3월 14일: 호쿠리쿠 신칸센의 연장 개통에 따라, 시나노 철도로 이관.

## 같이 보기
- 사누키무레역

| 시나노 철도 ■ 기타시나노 선 | 시나노 철도 ■ 기타시나노 선 | 시나노 철도 ■ 기타시나노 선 |
| --------------------------- | --------------------------- | --------------------------- |
| 도요노 나가노 방면          |                             | 후루마 묘코코겐 방면        |